# Obora (Lednicko-valtický areál)
Obora je jeden z dnes již neexistujících objektů v Lednicko-valtickém areálu.

## Historie
Obora existovala v letech 1808–1873, kdy podle plánů Josefa Hardtmutha došlo k vystavění zdi kolem bořího lesa. Tato zeď měla oddělovat lesní pozemky hraběte Lichtenštejna určené pro parfosní hony od těch ostatních. Zeď se táhla mezi obcemi Lednice, Valtice, Břeclav a Reinthal a měřila celkem 19 kilometrů. Mezi lety 1872 a 1873 došlo k jejímu stržení. Do obory se vstupovalo přes hájenky nacházející se po obvodu (postaveny byly v letech 1807–1808). Z původních šesti hájenek se některé již nedochovaly. Šlo o hájenku u železniční trati u keramiky, další stála u silnice mezi Poštornou a Valticemi u vodojemů. Hirschova hájenka byla nad zámečkem Rendez-vous, čtvrtá pak u silnice mezi Valticemi a Poštornou u Rendezvous, Vlašicova hájenka u vrtu plynu (ta je zbořená) a poslední u staré silnice z Poštorné do Reinthalu. U staré cesty mezi Bořím dvorem a Reithalem stávala myslivna, dnes také zbořená.